# Florian Langmann
Florian Langmann (* 11. Januar 1983 in Verden) ist ein deutscher Pokerspieler. Er gewann 2014 ein Bracelet bei der World Series of Poker.

## Persönliches
Langmann wuchs im niedersächsischen Verden auf. Er begann ein Studium im schwedischen Lund, wechselte jedoch später an die Technische Universität nach Dresden, um dort Medieninformatik zu studieren. Langmann spielte das Echtzeit-Strategiespiel StarCraft und lernte über das Spiel einen Freund kennen, der ihn zum Poker brachte. Heute lebt Langmann in Wien.

## Pokerkarriere
Langmann begann online die Variante Fixed Limit Hold’em mit niedrigen Einsätzen zu spielen und arbeitete sich zu Sit and Gos mit Einsätzen von mehr als 100 US-Dollar hoch. Unter dem Nickname F. Langmann gehörte er für einige Zeit dem Team PokerStars an.
Seine erste Geldplatzierung bei einem Live-Turnier erzielte er im Oktober 2006 in London. Mitte November 2006 gewann der damals noch unbekannte Langmann die deutsche Pokermeisterschaft in Berlin. Im März 2007 platzierte er sich erstmals beim Main Event der European Poker Tour (EPT) im Geld und landete in Dortmund auf dem 37. Platz. Ein halbes Jahr später kam er beim Main Event der EPT in London bis ins Heads-Up und belegte hinter dem Libanesen Joseph Mouawad den zweiten Platz für umgerechnet fast 700.000 US-Dollar Preisgeld. Im Juni 2008 war der Deutsche erstmals bei der World Series of Poker (WSOP) im Rio All-Suite Hotel and Casino am Las Vegas Strip erfolgreich und kam bei einem Event in No Limit Hold’em auf den 105. Platz für rund 5000 US-Dollar Preisgeld. Bei der WSOP 2014 gewann er ein Turnier in Pot Limit Omaha Hi-Lo und damit knapp 300.000 US-Dollar Preisgeld sowie ein Bracelet. Mitte September 2023 erzielte Langmann im King’s Resort in Rozvadov erstmals seit über sieben Jahren wieder eine Geldplatzierung und belegte beim Platinum Pot Limit Omaha High Roller des Big Wrap den mit knapp 100.000 Euro dotierten vierten Platz.
Insgesamt hat sich Langmann mit Poker bei Live-Turnieren mehr als 2,5 Millionen US-Dollar erspielt.